# Парламентские выборы в Сан-Марино (1969)
Парламентские выборы в Сан-Марино проходили 7 сентября 1969 года.
В ходе кампании Сан-Маринская христианско-демократическая партия организовала приезд 400 своих сторонников из США для участия в выборах. В результате голосования христианские демократы остались самой крупной партией парламента с 27 из 60 мест. Коалиция с Сан-Маринской независимой демократической социалистической партией обеспечила ей парламентское большинство (38 мест). Явка составила 80%.

## Результаты
| Партия                                                            | Голоса | %    | Мест | +/–   |
| ----------------------------------------------------------------- | ------ | ---- | ---- | ----- |
| Сан-Маринская христианско-демократическая партия                  | 5 708  | 44,0 | 27   | ▼2    |
| Сан-Маринская коммунистическая партия                             | 2 952  | 22,8 | 14   | ▬0    |
| Сан-Маринская независимая демократическая социалистическая партия | 2 328  | 18,0 | 11   | ▲1    |
| Сан-Маринская социалистическая партия                             | 1 544  | 11,9 | 7    | ▲1    |
| Движение за конституционные свободы                               | 273    | 2,1  | 1    | ▬0    |
| Коммунистическая партия (марксистско-ленинская) Сан-Марино        | 161    | 1,2  | 0    | новая |
| Недействительных/пустых бюллетеней                                | 321    | –    | –    | –     |
| Всего                                                             | 13 287 | 100  | 60   | 0     |
| Зарегистрированных избирателей/ Явка                              | 16 720 | 79,5 | –    | –     |
| Источник: Nohlen & Stöver                                         |        |      |      |       |